# Heather Wilson (cyclisme)
Heather Wilson, née le 1er avril 1982, est une coureuse cycliste irlandaise.

## Palmarès sur route
- 2006
  - 2e du championnat d'Irlande sur route
  - 3e du championnat d'Irlande sur route
- 2007
  - 3e du championnat d'Irlande sur route
- 2008
  - 2e du championnat d'Irlande sur route
  - 3e du championnat d'Irlande sur route
  - 42e du contre-la-montre des championnats du monde de cyclisme sur route 2008
- 2009
  -  Championne d'Irlande du contre-la-montre
  - 2e du championnat d'Irlande sur route
- 2010
  - 2e du championnat d'Irlande sur route
- 2011
  - 2e du championnat d'Irlande sur route

## Classements mondiaux
| Année                                 | 2009 | 2010 | 2011 |
| ------------------------------------- | ---- | ---- | ---- |
| Classement UCI                        | 217e | nc   | 291e |
|                                       |      |      |      |
| Légende : nc = non classéSource : UCI |      |      |      |